# Saturnia pyri
Saturnia pyri (Fluturele ochi de păun mare) este cel mai mare lepidopter din Europa, aparținând familiei Saturniidae.

## Caracterizare
Este cel mai mare fluture din fauna Europei. Anvergura aripilor variază între 120-150 mm. Culoarea de fond a aripilor este brună-roșiatică, atât cele anterioare, cât și cele posterioare, iar începând cu partea lor mediană și până la marginea externă sunt cafenii și fiecare din ele are câte o bandă transversală dublă, dințată la partea mediană și una antebazală mai scurta. Aripile anterioare au la partea de bază câte o pată mare, triunghiulară de culoare cafenie, care este mărginită la partea externă de banda exterioară. La partea mediană a fiecărei aripi există câte un cerc de culoare neagră, conturat printr-o bordură albă și una albăstruie, iar la exterior prin două cercuri: unul roșcat și unul negru; fiecare din ele este pupilat cu o pată albă în formă de semilună. Masculii au antenele puternic pectinate. Abdomenul este cafeniu-închis, masiv, cu benzi transversale de culoare deschisă. Corpul cu pubescență deasă și lungă. 

## Habitat
Se întâlnește în grădini, livezi, parcuri, la lizieră și în poienile pădurilor cu esențe foioase.

## Biologie și ecologie
Este o specie monogoneutică (prezintă o singură generație pe an). Indivizii adulți zboară în amurg și noaptea, începând cu luna aprilie și până în iunie. Larvele se dezvoltă în decursul perioadei mai-august, pe diferiți pomi fructiferi (par, mar, cireș, etc.), dar și pe frasin (Fraxinus excelsior), porumbrel (Prunus spinosa), hrănindu-se cu frunzele acestora. Ulterior, omida construiește un cocon, în care se împupează. Hibernează în stadiul de pupă. Fiecare cocon se va transforma în fluture primăvara următoare - mod de dezvoltare numit metamorfoză completă. Adulții fluturelui ochi de păun de noapte trăiesc aproximativ o săptămâna, și nu se hrănesc în scurta lor viață - nici nu au trompă.
Specia a fost de obicei observată zburând la sursele de lumină. 
Conform UICN este o specie amenințată cu dispariția. Este interzisă colectarea speciei de către colecționari, și se recomandă reducerea tratamentelor cu substanțe chimice toxice în livezi și în ecosistemele forestiere.

## Areal
Europa Centrală și de Sud, Asia Mică, Caucaz, Africa de Nord.

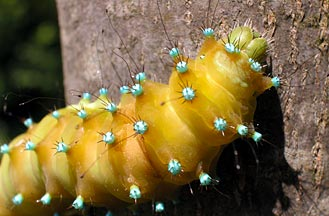
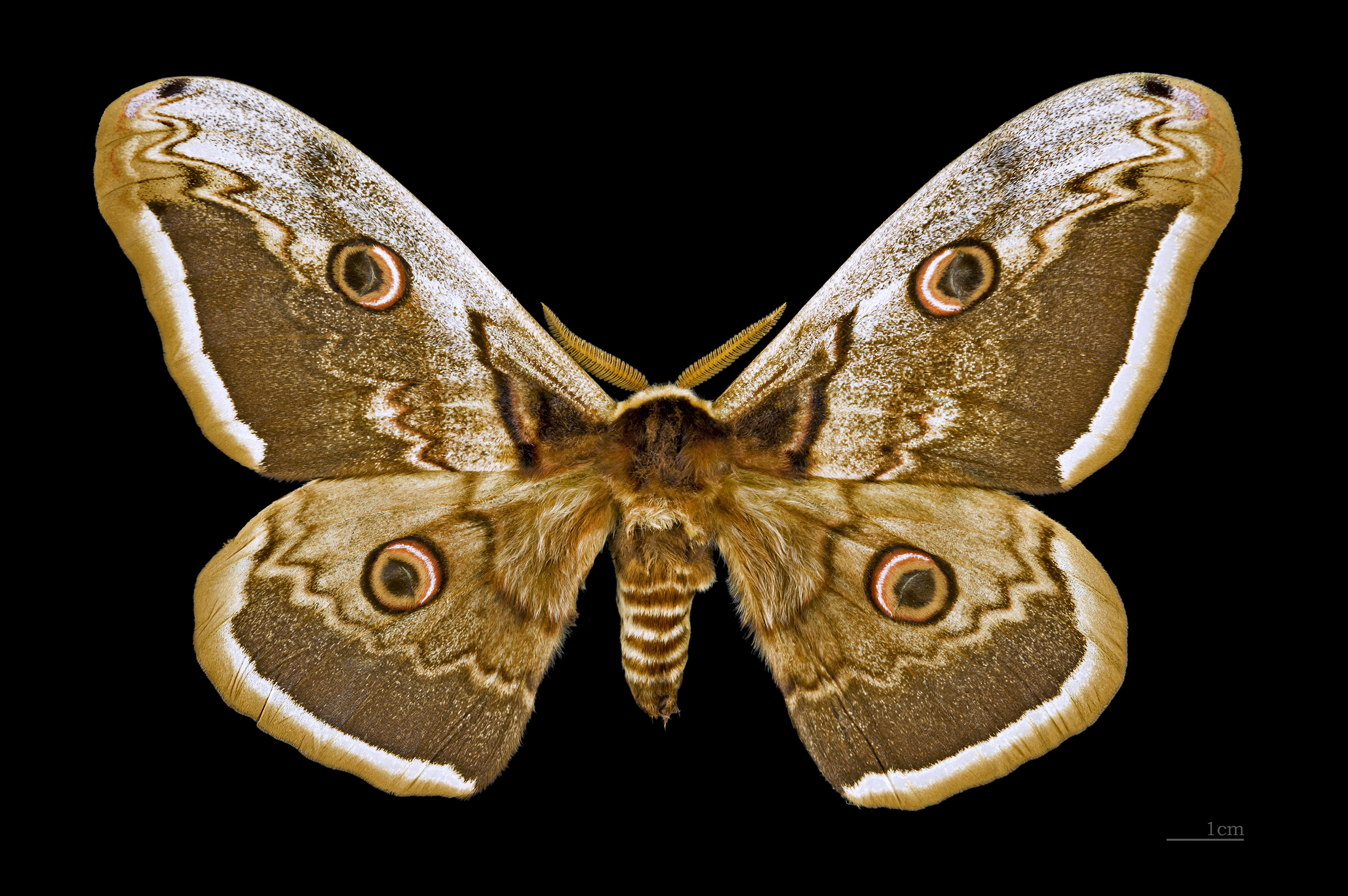
♂
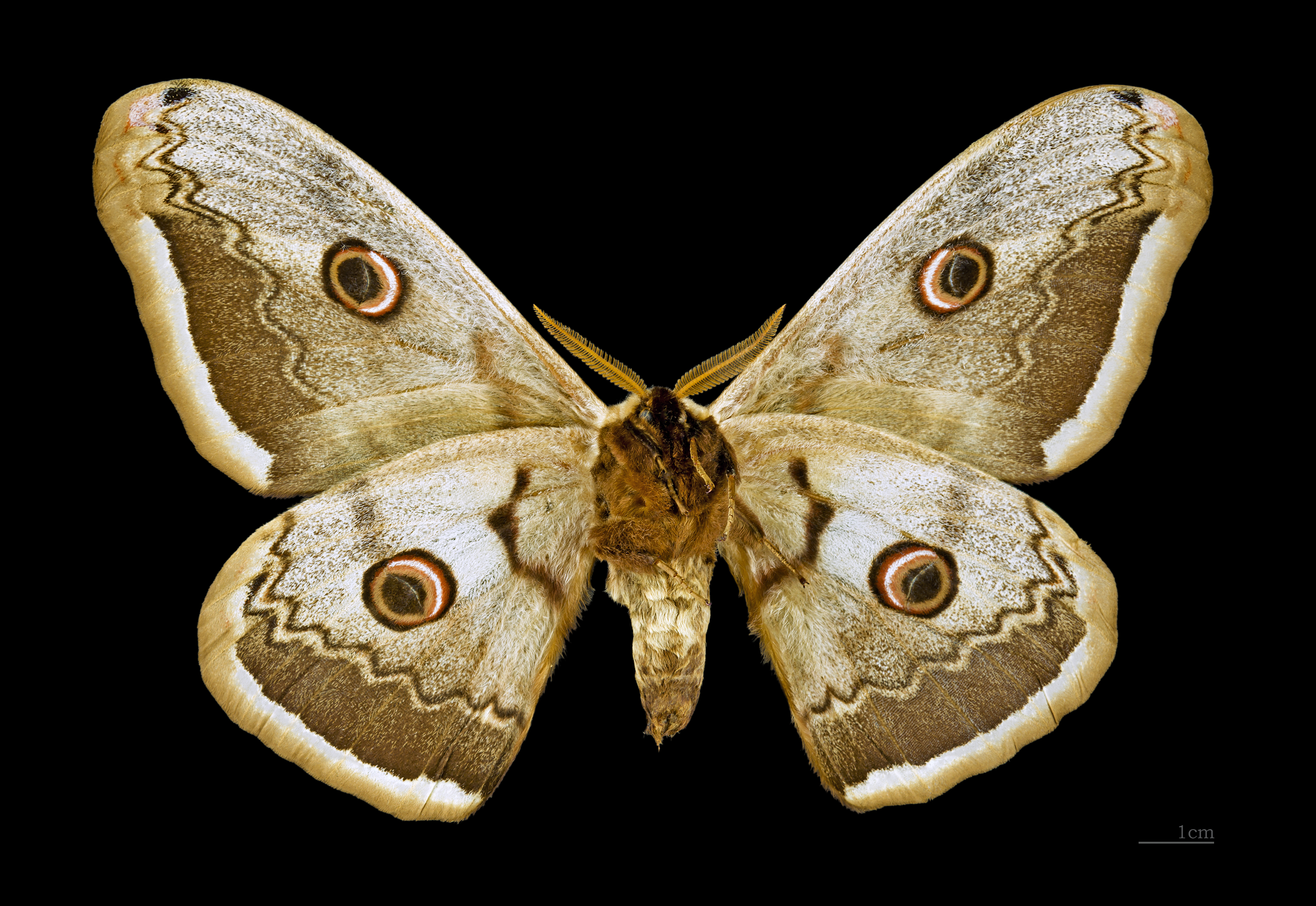
♂ △